# Merrey-sur-Arce
Merrey-sur-Arce ist eine französische Gemeinde mit 325 Einwohnern (Stand: 1. Januar 2022) im Département Aube in der Region Grand Est. Sie gehört zum Arrondissement Troyes und zum Kanton Bar-sur-Seine.

## Lage
Die Ource und die Arce fließen bei Merrey-sur-Arce in die Seine.
Nachbargemeinden sind Bar-sur-Seine im Nordwesten, Ville-sur-Arce im Nordosten, Celles-sur-Ource im Südosten und Polisot im Südwesten.

## Bevölkerungsentwicklung
| Jahr      | 1962 | 1968 | 1975 | 1982 | 1990 | 1999 | 2008 | 2015 |
| --------- | ---- | ---- | ---- | ---- | ---- | ---- | ---- | ---- |
| Einwohner | 322  | 266  | 274  | 270  | 288  | 303  | 331  | 320  |